# Fernelia buxifolia
Fernelia buxifolia är en måreväxtart som beskrevs av Jean-Baptiste de Lamarck. Fernelia buxifolia ingår i släktet Fernelia och familjen måreväxter. Inga underarter finns listade i Catalogue of Life.